# 湍河
湍（音同“專”）河又称“七里河”，系白河支流，发源于伏牛山腹地宝天曼的西北巅,出内乡县后，于罗庄乡岑子村流入邓州境内，经邓州城北转向东南，经王集镇大韩营村后与白河交汇，最终注入汉江。其总长约216千米，流域面积4800平方米。

## 概况
湍河古称湍水，《水经注·淯水》记载 "湍水出弘农界翼望山，水甚清彻"，因上游穿峡切割而下，水流湍急，故得名"湍河"。
湍河的支流主要有七条，左岸有默河、赵河、严陵河和礓石河，右岸有丹水、黄水河和扒淤河。流经地势北高南低，在内乡境内流经山丘地带，进入邓州后地势平缓，河槽较深，堤防多为沙堤。湍河是常年性河，无结冰期。

## 历史
1632年夏，湍河水溢四十余日，沿河房舍尽淹，平地水深数尺。1919年农历六月，湍河出现特大洪峰，淹地多达41.2万亩，受灾人口约10.3万人。明清时期,湍河是豫西南主要的水运航道之一，每年夏秋时期，河水上涨，航船从汉水进入白河，再驶入湍河，湍河沿岸的王集镇和汲滩镇是当地著名的码头。1953年以前，湍河上可短期通航，目前已彻底丧失了通航能力。2010年的湍河洪水，将河南省级文物保护单位，修建于1936年的一座大桥冲毁，还造成内乡县24万人口受灾，农作物受灾面积12600公顷。

## 水利工程
自汉代开始，湍河一带便开始兴修水利，至今有1600多年的历史。著名的水利工程包括六门堰和钳卢陂。今十林镇一带有楚碣遗址,《水经注》中记载："湍水历冠军县西北,有楚堨,高下相承八重，周十里，方塘蓄水，泽润不穷“。明嘉靖《南阳府志》记载：”楚堰在州西北60里，承湍河水灌田二百余顷“。
湍河至文渠乡马家菜园村有西汉南阳太守召信臣修建的六门堰遗址。西汉宣帝时始建之初为土堰，后改建为石堰，名“穰西石碣”,于元帝建昭五年（前34年）建成，汉平帝元始五年，土门改为石门，又称六门碣。之后，晋杜预重修，《水经注》载：“杜预继信臣之业,复六门陂，遏六门之水，下结二十九陂。诸陂散流，咸入朝水(今刁河)”。水由六个水门流出后，沿途形成了29个陂塘，形成“长藤结瓜”式的灌溉系统。钳卢陂（又名迪陂或者狄陂），是六门堰下二十九陂中最大的一座蓄水工程，与六门堰同时创建，可蓄水1250万立方米，清乾隆年间毁废。从六门堰引水，开有一条总干渠，横贯穰县，新野县，灌区灌溉面积达50万亩。到了宋代灌区面积已达到280万亩。《明嘉靖邓州志》载：“崇祯八年，陂堰遂废”。
始建于1942年的湍惠渠位于邓州市罗庄镇，引湍河水灌溉农田，并向半坡水库蓄水，惠及赵集镇的五个村，自流灌田2500公顷,提水灌田1600公顷。

## 参看
- 父母官
- 召信臣